# Барбелла, Эмануэле
Эмануэле Барбелла (итал. Emanuele Barbella; 14 апреля 1718 года, Неаполь, Неаполитанское королевство — 10 января 1777 года, там же) — итальянский композитор, скрипач и музыкальный педагог.

## Биография
Эмануэле Барбелла родился в Неаполе 14 апреля 1718 года в семье музыкального педагога Франческо Барбеллы и Антонии Мушеттолы. Первые уроки игры на скрипке он получил от отца. Затем продолжил обучение у Анджело Цага и Паскуале Бини и в консерватории Санта-Мария-ди-Лорето у Николы Витоло. В этой же консерватории до 1740 года изучал теорию музыки и композицию у Микеле Кабаллоне, после смерти которого учился у Леонардо Лео с 1740 по 1744 год.
В 1753 году Эмануэле Барбелла был принят на место первого скрипача в Новый театр в Неаполе. В том же году он сочинил несколько арий, дуэт и финал для оперы-буффа «Эльмира великодушная» (итал. Elmira generosa) по либретто Пьетро Тринкьеры, над которой работал вместе с Ноколой Бонифачо Логрошино. В 1756 году его приняли на место скрипача в Королевскую капеллу в Неаполе. С 1761 года и до конца жизни он  играл в оркестре театра Сан-Карло.
В октябре 1770 года музыку композитора на обеде в доме Уильяма Гамильтона, посла Великобритании в Неаполитанском королевстве услышал известный британский музыковед Чарльз Бёрни, который назвал Эмануэле Барбелу «лучшим скрипачом Неаполя». Между ними завязались дружеские отношения. Музыковед характеризовал музыканта, как «доброго человека» с характером «нежным, как звук его скрипки». Они переписывались до 1773 года, когда музыковеда ошибочно информировали о смерти музыканта. Кроме записей о нём в путевом дневнике, Чарльз Бёрни опубликовал в третьем томе своей «Всеобщей истории музыки с древнейших времён до наших дней» (англ. A General History of Music from the earliest ages to the Present period), впервые изданном в Лондоне в 1789 году, ноты «Колыбельной» Эмануэле Барбелы.
Существует предположение, что музыкант и композитор не только посетил Великобританию, но некоторое время даже жил в Лондоне, где впервые были изданы несколько его сочинений. Он никогда не был женат и не имел детей. Эмануэле Барбелла умер 10 января 1777 года в Неаполе, в Неаполетанском королевстве.

## Творческое наследие
Творческое наследие композитора включает оперу-буффа «Великодушная Эльмира» (в соавторстве с Николой Бонифачо Логрошино) и многочисленные сочинения камерной музыки для струнных.